# عرب لطفي
عرب لطفي (26 يونيو 1953 -) هي مخرجة أفلام وكاتبة وصحفيّة لبنانيّة مصريّة من أصولٍ فلسطينيّةٍ. وُلِدتْ في صيدا الواقعة في جنوب لبنان في عام 1953، واستقرّت في العاصمة المصريّة القاهرة منذ عام 1981.

## السيرة الذاتيّة
درست عرب لطفي المونتاج السينمائي في المعهد العالي للسينما في مصر وتخرّجت منه في عام 1976. عملت بعد التخرج كمخرجة مساعدة ومونتيرة وصحفيّة، استقرّت بعد ذلك في العمل كمخرجة وكاتبة ومدرّسة إخراج سينمائي، بالإضافة إلى عملها في مجال الصحافة وتولّيها إدارة مركز (معًا) المتخصص في دراسات المرأة والذي شاركت في تأسيسه في عام 1992.

### مسيرتها الفنيّة
عمِلَت عرب لطفي لعدّة سنواتٍ في صناعة الأفلام الرّوائيّة الطّويلة مع مخرجي الأفلام محمّد خان وعاطف الطّيّب، وانتقلت بعدها إلى صناعة الأفلام الوثائقيّة. كان فيلمُها الوثائقيّ الأوّل "البوّابة الفوقا" شخصيًّا جدًا، حيث يتناول تاريخ مدينة صيدا مسقط رأسها وذلك من خلال قصص سكّانها. أمّا فيلمها الثّاني "مرآة جميلة" فيتناول ذكرياتِ نساءٍ فلسطينيّاتٍ مقاتلاتٍ مع الفدائيّين شاركْنَ في الأعمال العسكريّة وهنَّ في عمر المراهقة، حاليًّا هنَّ في الأربعينات من العمر. بعد أن خَطَت خطوتين فقط من عالم الطّبقة الوسطى والمثقّفين، وجدَت حياةً أخرى لأناسٍ لهم موسيقى وذوق ثقافيّ ومشاعر خاصّة بهم. ثمّ بعدها بدأت بفيلم "سبع ليالي وصبحية" وفيلم "رانجو" وفيلم "الفرح مصري". ومن بعد ذلك أفلام كثيرة منها: " زيارة قصيرة" و"حكايات من غزّة" و"عصفور الحذر" و"اللعب بالدّيمقراطيّة" و"غرفة مظلمة، حياة مضيئة" و"إحكي يا عصفورة" و"على أجسادهم" و"مقاتلة حتّى وهي تُعدُّ شاي الصّباح".
كما كانت عرب لطفي منظِّمة رئيسيّة لورشاتِ عملٍ عن صناعة الأفلام الوثائقيّة، وعملت صحفيّة وناقدة أفلام وكاتبة للكثير من المطبوعات الدّوريّة والنّدوات. شاركت بصفة عضو لجنة تحكيم في الكثير من المهرجانات السينمائية منها: مهرجان الجزيرة الدولي للأفلام التّسجيليّة، ومهرجان دبي الدولي السينمائي، ومهرجان الأفلام الوثائقية الدولي لحقوق الإنسان (دوكودايس)، ومهرجان الإسماعيلية الدولي للأفلام التسجيلية والروائية القصيرة وغيرها من المهرجانات.
كما شاركت أيضًا في الكثير من المهرجانات والفعاليّات السّينمائيّة العالميّة كضيفة شرف أو فنّانة زائرة. وهي عضوٌ فاعلٌ في اتّحاد التّسجيليّين العرب واتّحاد نقّاد السّينما المصريّين.

### القضية الفلسطينيّة في أعمالها
تضع المخرجةُ اللبنانيّة من أصولٍ فلسطينيةٍ القضية الفلسطينيّة نصبَ عينَيْها، لتصنع أفلامًا تنقل من خلالها القضية من زوايا مختلفة من خلال توثيق حكايات مناضلات فلسطينيّات عبر فيلمها "احكي يا عصفور". قالت عرب لطفي في لقاء مع برنامج "صباح جديد" على قناة "القاهرة الإخبارية" عن هذا الفيلم الذي عُرِضَ ضمنَ فعاليّات مهرجان الإسماعيلية للأفلام التسجيلية والقصيرة، أنّها اهتمت فيه بتوثيق فكرة الذاكرة الشفوية لمناضلاتٍ فلسطينياتٍ، ونَقْل الحكايةِ على لسانِهنّ وتوصيل تفاصيلها الدّقيقة للناس، مشيرةً أنّه قد شغلتها ضرورة أن تعرفَ الأجيال الجديدة تفاصيل عن ذاكرة الجيل المؤسّس للمقاومة المسلّحة ضد الاحتلال الإسرائيليّ بعد احتلال عام 1967. كما يتناول الفيلم "على أجسادهم" من إخراجها المجزرة المنسيّة لقرية الطنطورة الواقعة بين حيفا ويافا عام 1948.
وأكّدت عرب لطفي أنّ الفيلم يُعدُّ ترسيخًا لفكرةِ حقّ الشعبِ الفلسطينيِّ في التّمسك بأرضِه، وأنّ كلَّ ما يحدث حاليًا من مجازرَ إسرائيليّةٍ ليس بجديد، بل هو مستمر منذ عام 1948 في إطار محاولاتٍ مستمرةٍ لإنهاءِ الوجودِ الفلسطينيّ، إلّا أنّ ذلك لن يحدث وسيظلُّ الشعب الفلسطينيّ في أرضه.
وأشارت المخرجة إلى أنّها قد سجّلت مع عدد كبير من النساء المناضلات لتوثيق ذاكرة هذا الجيل، واختارت نساءً نفّذن عملياتٍ أحدثَت جدلًا كبيرًا كعمليات خطف الطائرات، وأفردت لهن مساحة كبيرة لشرح وجهة نظرهن، وقالت إحداهن في الفيلم أنّهن حاولن لفت نظر العالم إلى حقيقة وجود احتلال للأرض الفلسطينية، والتأكيد على حقهن في الدفاع، وأخرى شددت على أنه ليس الهدف هو إثارة تعاطف دول العالم بل التأكيد على أنّ هناك شعبًا فلسطينيًا يقاومُ الاحتلال. وأكدّت عرب لطفي أنّ القضيّةَ الفلسطينيّة تُعدُّ الرقم الأوّل بالنسبة لها في أعمالها السينمائية؛ لأنّ تحريرَ فلسطين يمثل تحريرًا للمنطقة كلها.
وقالت المخرجة: "أعتبرُ نفسي مصرية؛ لأنّني أعيشُ في مصر وانتمائي للمنطقة العربيّة انتماء متكامل وكلّنا شعبٌ واحد"، مُعبّرةً عن امتنانها بتخصيص مهرجان الإسماعيلية للأفلام يومًا متكاملًا للقضية الفلسطينيّة بأفلامه وندواته، وعن إعجابها بتفاعل الجمهور مع الأفلام التي عرضت.

## أعمالها
لائحة الأفلام التي شاركت فيها
1. مخرجة الفيلم الوثائقيّ "مقاتلة حتّى وهي تُعدُّ شاي الصّباح"، مدّته 55 دقيقة وصدَر عام 2014.
2. مخرجة الفيلم الوثائقيّ "على أجسادهم"، مدّته 110 دقائق وصدَر عام 2008، إنتاج شركة Independent Production.
3. مخرجة الفيلم الوثائقيّ "إحكي يا عصفورة"، مدّته 92 دقيقة وصدر عام 2007، إنتاج شركة Independent Production.
4. مخرجة الفيلم الوثائقيّ "غرفة مظلمة، حياة مضيئة"، مدّته 62 دقيقة وصدر عام 2006، إنتاج شركة Independent Production.
5. مخرجة الفيلم الوثائقيّ "اللعب بالدّيمقراطيّة"، مدّته 53 دقيقة وصدر عام 2005، إنتاج المركز القومي للسينما.
6. مخرجة "الحاج مدبولي"، وهي حلقة من مسلسل وثائقي مدّتها 60 دقيقة، صدرت عام 2004؛ والحلقة من إنتاج شركة O3 Productions، من سلسلة "Under The Spotlights Series".
7. مخرجة "أحمد جابر"، وهي حلقة من مسلسل وثائقي مدّتها 60 دقيقة، إنتاج شركة O3 Productions، من سلسلة "Under The Spotlights Series".
8. مخرجة الفيلم الوثائقيّ "عصفور الحذر"، مدّته 60 دقيقة وصدر عام 2003، إنتاج شركة O3 Productions وكتابة الكاتب والشّاعر إبراهيم نصرالله.
9. مخرجة الفيلم الوثائقيّ "حكايات من غزّة"، مدّته 60 دقيقة وصدر عام 2001، إنتاج Mer’ah Media وكتابة الشّاعرة والنّاشطة السّياسيّة مي صايغ.
10. مخرجة وفنّيّة مونتاج الفيلم الوثائقيّ "زيارة قصيرة"، مدّته 70 دقيقة وصدر عام 2000، إنتاج Mer’ah Media.
11. مخرجة الفيلم الوثائقيّ "الفرح مصري"، مدّته 38 دقيقة وصدر عام 1999، إنتاج شركة Independent Production.
12. مخرجة الفيلم الوثائقيّ "رانجو"، مدّته 40 دقيقة وصدر عام 1998، إنتاج شركة "The ISatellitebNile Specialized Channels".
13. مخرجة الفيلم الوثائقيّ "سبع ليالي وصبحيّة"، مدّته 50 دقيقة وصدر عام 1998، إنتاج شركة "The ISatellitebNile Specialized Channels".
14. مخرجة الفيلم الوثائقيّ "مرآة جميلة"، مدّته 25 دقيقة وصدر عام 1993، إنتاج شركة "The ISatellitebNile Specialized Channels".
15. مخرجة الفيلم الوثائقيّ "بوّابة الفوقا"، مدّته 90 دقيقة وصدر عام 1991 (قياس 16 ملم)، إنتاج القناة الرابعة البريطانية.
16. مساعدة مخرج الفيلم الطّويل "الغرقانة"، صدر عام 1992.
17. فيلم "سوبر ماركت"، صدر عام 1989، إخراج محمد خان.
18. فيلم "قلب الليل"، صدر عام 1989، إخراج عاطف الطّيّب.
19. فيلم "أحلام هند وكاميليا"، صدر عام 1988، إخراج محمد خان.
20. فيلم "زوجة رجل مهم"، صدر عام 1986، إخراج محمد خان.
21. فيلم "خرج ولم يَعُد"، صدر عام 1983، إخراج محمد خان.[6][12]